# داریو آندریوتو
داریو آندریوتو (ایتالیایی: Dario Andriotto؛ زادهٔ ۲۵ اکتبر ۱۹۷۲ ‏(۵۲ سال)) دوچرخه‌سوار اهل ایتالیا است.